# Pasque Island
Pasque Island (deutsch Pasqueinsel) ist mit 3,45 km² die drittgrößte Insel der Elizabeth Islands im US-Bundesstaat Massachusetts. Beim United States Census 2000 lebten auf Pasque Island 2 Einwohner, was einer Bevölkerungsdichte von 0,57 Personen pro Quadratkilometer entspricht.

## Geschichte
1602 entdeckte der britische Entdecker Bartholomew Gosnold neben Pasque Island auch noch Naushon Island, Cuttyhunk, Nashawena Island und Penikese. In einem Zeitungsartikel der Vineyard Gazette, der im Dezember 1933 erschien, schrieb die Zeitung, dass Pasque Island zum Verkauf stehe. Der ehemalige Inselbesitzer James Crosby Brown war gestorben und hatte die Insel niemandem vererbt.

## Geographie
Pasque Island grenzt im Westen an Nashawena Island und Naushon Island im Osten. Die Insel ist Teil der Gemeinde Gosnold.